# Blekögd todityrann
Blekögd todityrann (Atalotriccus pilaris) är en fågel i familjen tyranner inom ordningen tättingar.

## Utseende och läte
Blekögd todityrann är en mycket liten flugsnapparliknande fågel med ljust ljusgult öga med en rödaktig ögonring runtom. I övrigt är ovansidan olivbrun med vitaktiga vingband, medan undersidan är smutsvit med svag streckning och mer bjärt gul anstryktning under vingknogen och på flankerna. Benen är skärbruna, liksom näbben. Lätena är sprudlande högljudda drillar och tickande ljud.

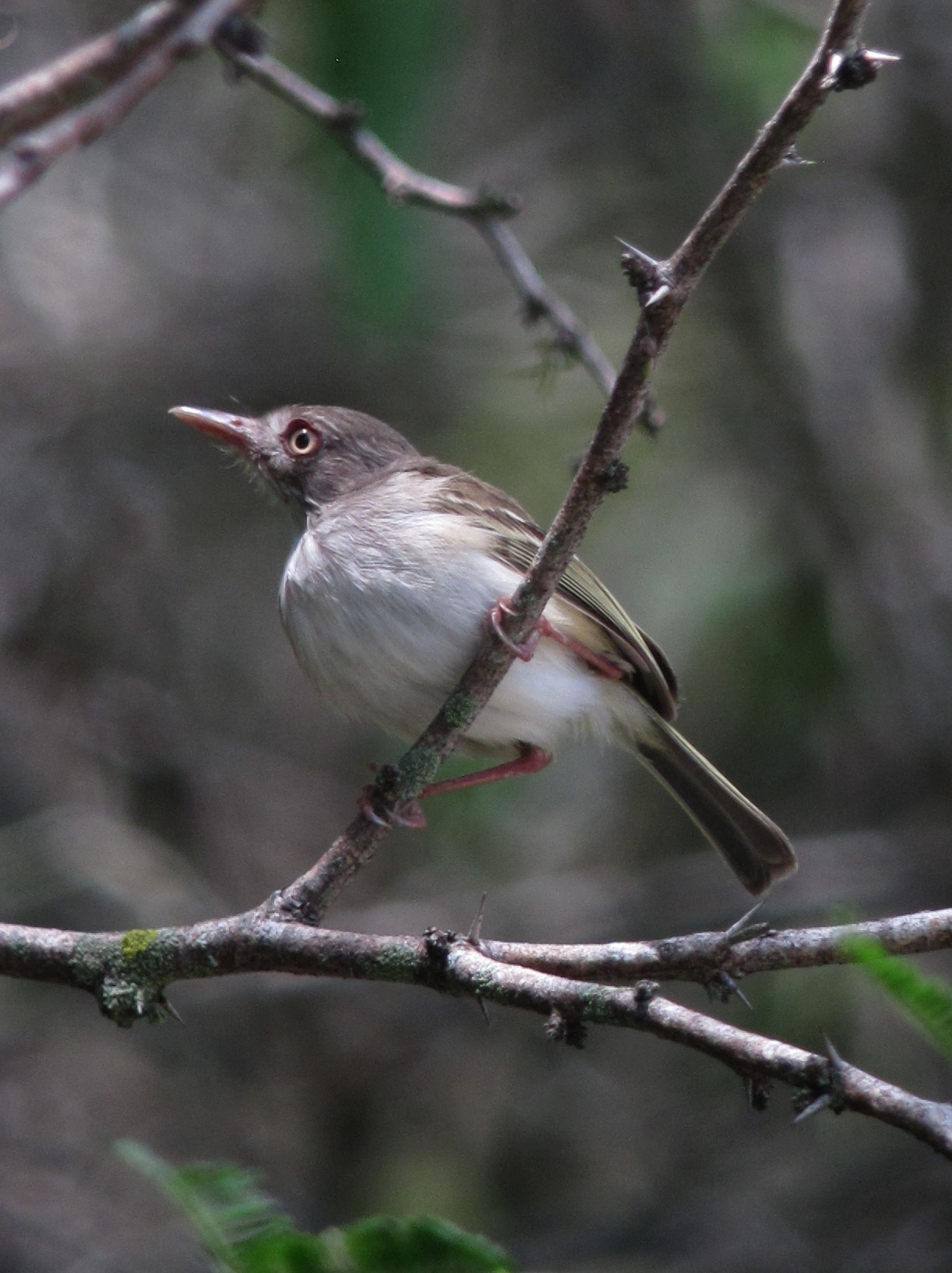

## Utbredning och systematik
Blekögd todityrann placeras som enda art i Atalotriccus. Den delas upp i fyra underarter med följande utbredning:
- Atalotriccus pilaris wilcoxi – arida tropiska Stillahavskusten i Panama
- Atalotriccus pilaris pilaris – norra Colombia och närliggande Venezuela (Zulia and Táchira)
- Atalotriccus pilaris venezuelensis – norra Venezuela till norra Amazonas och norra Bolívar
- Atalotriccus pilaris griseiceps – östra Colombia till Venezuela, västra Guyana och nordligaste Brasilien

### Familjetillhörighet
Arten placeras traditionellt i familjen tyranner. DNA-studier visar dock att Tyrannidae består av fem klader som skildes åt redan under oligocen, pekar på att de skildes åt redan under oligocen, varför vissa auktoriteter behandlar dem som egna familjer. Blekögd todityrann med släktingar placeras då i Pipromorphidae.

## Levnadssätt
Blekögd todityrann hittas i skogslandskap, kanter och buskig ungskog. Den förekommer mestadels i låglänta områden, men ibland upp till 2 000 meters höjd. Fågeln ses enstaka eller i par, på låg eller medelhög nivå.

## Status
Arten har ett stort utbredningsområde och beståndet anses stabilt. Internationella naturvårdsunionen IUCN listar den därför som livskraftig (LC). Beståndet uppskattas till i storleksordningen en halv till fem miljoner vuxna individer.